# カミリアン病院
カミリアン病院（Camillian Hospital）は、タイ・バンコクのワッタナー区のトンロー地区にある私立病院である。
1956年にカトリック教会の宣教師によって設立された。